# Exemplaire de Bordeaux
L'exemplaire de Bordeaux (EB), parfois orthographié Exemplaire de Bordeaux, est un exemplaire imprimé de l'édition de 1588 des Essais, aujourd'hui conservé à la Bibliothèque municipale de Bordeaux. Il comporte d'abondantes corrections et annotations manuscrites de Montaigne, rédigées entre l'été 1588 et le 13 septembre 1592 (date de sa mort).
Ce document unique éclaire la manière dont Montaigne travaillait : les multiples remaniements, ajouts et corrections autographes permettent de comprendre la genèse de la dernière version du texte. Les manuscrits d'auteurs du XVIe siècle étant très rares, ce document revêt un caractère exceptionnel. Il est inscrit depuis 2023 au registre international Mémoire du monde de l'UNESCO.

## L'édition de 1588
C'est en 1580 que Montaigne fait éditer pour la première fois les deux premiers livres de ses Essais, chez l'imprimeur bordelais Simon Millanges. Le succès obtenu par ce texte (1 réédition à Bordeaux dès 1582, 1 possible réédition à Rouen avant 1584 et 1 réédition à Paris en 1587), suscite l'intérêt de l'éditeur parisien Abel L'Angelier, qui publie en 1588 une nouvelle version des Essais considérablement remaniée et augmentée. Pour cette nouvelle édition, L'Angelier obtient un privilège de 9 ans lui assurant l'exclusivité de l'impression et de la vente. Les livres I et II de l'édition de 1580 sont augmentés d'un livre III, dont les chapitres sont beaucoup plus amples. Loin des petits volumes in-8 et in-12 des premières éditions, les Essais de 1588 se présentent comme un imposant in-4 de plus de 1 000 pages aux grandes marges, orné d'un majestueux frontispice gravé sur cuivre dans le style de l'école de Fontainebleau. 
On ne dispose d'aucune donnée objective concernant le tirage : le nombre important d'exemplaires connus (46 conservés dans des bibliothèques publiques, 120 passés en ventes privées) ne permet pas de déduire de manière fiable le nombre réel d'exemplaires imprimés. Il est toutefois probable que la situation insurrectionnelle de 1588 a gêné la diffusion de cette édition.
Quelques exemplaires de cette nouvelle édition sont remis à Montaigne. Il en offre plusieurs à ses proches : par exemple, il en adresse un avec une dédicace autographe à Antoine Loisel et un autre à l’épouse du docteur Le Paulmier (qui l’avait soigné au printemps 1588). Il réserve également d'autres exemplaires à son usage personnel : l'un d'entre eux, l'exemplaire dit « Lambiotte » aujourd'hui conservé à la Bibliothèque municipale de Bordeaux, présente quelques corrections de sa main ; enfin, un autre exemplaire, celui qu'on appelle « exemplaire de Bordeaux » (EB), reçoit plus de 1 300 interventions et corrections manuscrites.

## L'exemplaire de Bordeaux
À l’origine, Montaigne envisageait probablement de communiquer ce document au préparateur de l'impression, comme l'attestent les consignes d'édition rassemblées au verso de la page de titre ou encore les demandes de corrections typographiques et orthographiques à l'usage des protes inscrites dans les marges du corps d'ouvrage (par exemple : « ceste » corrigée en « cette » au fol. 6, « & » développé en « et » au fol. 9, etc.). Ces modifications, analogues à des corrections sur épreuves, ne se poursuivent pas au-delà du feuillet 16v.
Cependant, au fur et à mesure que les notes s’accumulent, l’exemplaire se transforme en une véritable copie de travail, toujours remaniée et en constante évolution. Montaigne compare d’ailleurs son œuvre à un enfant qui grandit : il emprunte à Virgile le demi-vers latin « viresque acquirit eundo » (= qui acquiert des forces en avançant), qu'il inscrit à la plume sur la page de titre pour servir d'exergue.
Les notes manuscrites apportées par Montaigne sont très nombreuses : on compte près de 1 300 interventions autographes, dispersées dans les marges, les en-têtes et les pieds-de-page du volume. Ces notes sont parfois très courtes : quelques mots, quelques rapides incises ou brefs repentirs. Montaigne allège sa phrase, traque les répétitions inutiles, supprime les formules inesthétiques. Il travaille son style : l'exemplaire de Bordeaux compte quelque 6 000 changements de ponctuation.

À l’inverse, ses additions manuscrites peuvent parfois envahir la quasi-totalité des espaces laissés blancs sur l’exemplaire. Montaigne se sert des marges pour multiplier les citations latines, dont la forme change radicalement : avant 1588, ses citations sont presque exclusivement des vers ; désormais, les emprunts sont insérés directement dans le texte français. Il ajoute aussi des passages entiers en marge de la plupart des chapitres, par additions successives méticuleusement relues et corrigées : l'exemplaire de Bordeaux révèle que Montaigne était tout sauf l'écrivain nonchalant qu'il prétendait être.

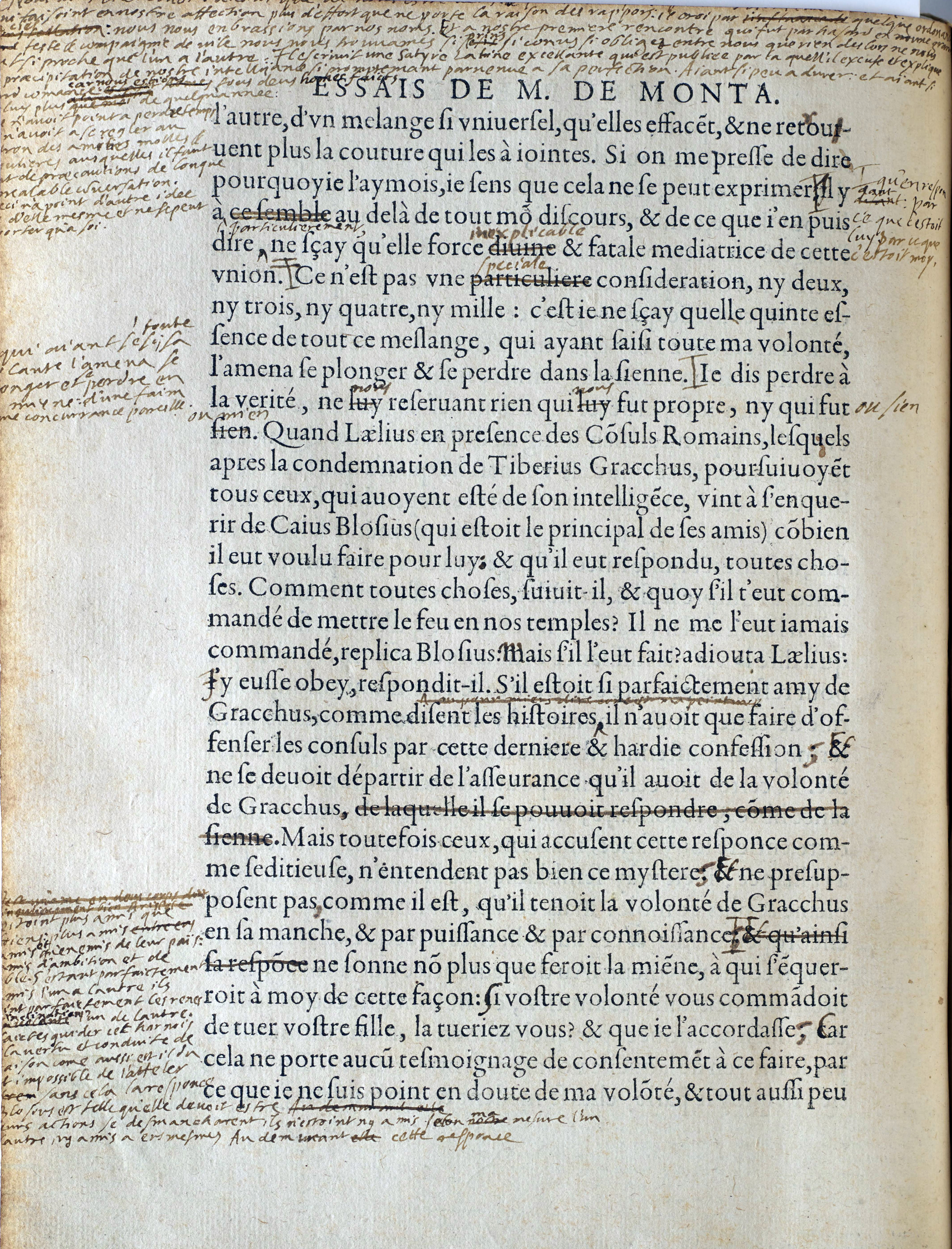
Exemplaire de Bordeaux, feuillet 71v, sur lequel Montaigne inscrit sa célèbre formule : « Parce que c'était lui, parce que c'était moi ».

Au gré des versions successives, sa pensée se précise, s'affine et s'enhardit. Son biographe Donald Frame signale cinq domaines où les remaniements sont particulièrement audacieux : les confidences sur soi (Montaigne évoque plus crument ses défauts et sa vieillesse : « moi qui ose tant dire de moi : ne parlois de mon argent qu’en  mensonge », fol. 22 ; « mon monde est failli, ma forme est vuidee », fol. 447) ; la truculence obscène et comique, recherchée pour ses effets didactiques (« au plus eslevé throne du monde, si ne somes assis que sur nostre cul », fol. 496 ; « c'est ce qu'on appelle chier dans le panier, pour après le mettre sur sa teste », fol. 373) ; les considérations sur son livre et son projet, qu'il définit plus lucidement (« Je n'ay pas plus faict mon livre que mon livre m'a faict », fol. 285v ; « je me suis presenté moy-mesmes à moy, pour argument & pour subject. C’est le seul livre au monde de son espece », fol. 158) ; la dénonciation de l'hypocrisie et de l'opportunisme religieux de certains de ses contemporains (« Voïes l’horrible impudance de quoi nous pelotons les raisons divines et combien irreligieusement nous les avons & rejettees & reprinses selon que la fortune nous a changé de place en ces orages publiques », fol. 178v) ; enfin, le caractère résolument indépendant de sa morale, orientée vers la recherche d'un plaisir vertueux, intègre et naturel (« la vertu... aime la vie, la beauté et la gloire et la santé », fol. 60).
Le plus célèbre ajout est celui qui concerne son ami La Boétie. Montaigne complète ainsi la phrase imprimée : « si on me presse de dire pourquoy je l’aymois, je sens que cela ne se peut exprimer qu’en respondant : parce que c’estoit luy, parce que c’estoit moy » (fol. 71v).
Toutes les notes du corps d’ouvrage sont de la main de Montaigne, à l’exception de trois d’entre elles, qui ont été inscrites par Marie de Gournay, son éditrice posthume (fol. 42v, 47 et 290v-291).
En 1592, Montaigne meurt avant d’avoir pu faire imprimer la nouvelle mouture de ses Essais. C’est Marie de Gournay qui se charge de mener à bien ce travail : une nouvelle édition paraît en 1595, toujours chez Abel L'Angelier. Dans sa préface, Marie de Gournay fait allusion à l’exemplaire de Bordeaux qui demeure à la tour de Montaigne (« je pourrois appeler à tesmoing une autre copie qui reste en sa maison »), mais le texte qu'elle publie comporte de très nombreuses différences avec l'EB, ce qui laisse penser qu'elle s'est appuyée sur un autre exemplaire annoté aujourd'hui perdu, qu'on appelle « l'exemplar ».
Après 1595, toutes les rééditions des XVIIe et XVIIIe siècles reproduisent le texte établi par Marie de Gournay (non sans intégrer des variantes, parfois nombreuses) ; l'EB tombe lentement dans l'oubli.

## Les vicissitudes de l'exemplaire
Quelques années après la mort de Montaigne, l’EB est remis au monastère des Feuillants de Bordeaux. 
Comment expliquer ce transfert ? À la fin de sa vie, Montaigne semblait admirer la foi austère de cet ordre religieux. Il note, en effet, en marge du chapitre I.37 de l’EB : « Je ne laisse d’advouer sincerement la continance des Feuillens et Capuchins et de bien treuver l’air de leur train. Je m’insinue par imagination fort bien en leur place » (fol. 96). Quelques mois après sa mort, c'est au sein de l'église des Feuillants que le corps de Montaigne est déplacé, comme le rappelle une indication du livre de raison de Montaigne (ouvrage également conservé à la bibliothèque de Bordeaux) : à la date du 13 septembre 1592, jour de la mort de l’écrivain, il est indiqué que Françoise de La Chassaigne sa veuve « fit porter son corps à Bourdeaus et le fit enterrer en l’église des Feuillans où elle luy fit faire un tombeau eslevé ». Par la suite, peut-être en 1614 et toujours selon les vœux de Françoise de La Chassaigne, une partie de la bibliothèque de Montaigne a été déposée au couvent : parmi ces livres se trouvait l’exemplaire de Bordeaux.
À partir de son arrivée dans la bibliothèque du couvent des Feuillants, l’exemplaire subit des modifications : la page de titre est enrichie de l’ex-libris manuscrit de la communauté ; par ailleurs, le volume reçoit une première reliure. C'est à cette occasion que le livre est malheureusement massicoté, ce qui provoque la perte irrémédiable de plusieurs annotations situées dans les marges.
Du début du XVIIe siècle à 1772, le document n’est plus mentionné, même si certains Bordelais se rappellent avoir entendu parler d’un exemplaire des Essais annoté de la main de Montaigne. En 1772, l’abbé Louis-Mayeul Chaudon fait référence à l'exemplaire de Bordeaux dans son Nouveau dictionnaire historique. Mais c’est habituellement à François de Neufchâteau, agronome, poète et futur homme d’État, que l’on attribue la redécouverte de l'EB : Neufchâteau apprend son existence à l'occasion d'un séjour en Guyenne et entame en 1777 une correspondance à son sujet avec l'abbé Desbiey, bibliothécaire et académicien à Bordeaux. Percevant tout l’intérêt de cet exemplaire original qui diffère fortement de l'édition de Marie de Gournay, il envisage de faire restituer un texte des Essais conforme aux dernières annotations de Montaigne ; toutefois sa carrière politique l'empêche de se consacrer pleinement à cette tâche. En 1800, il fait venir le manuscrit à Paris et confie son édition à Jacques-André Naigeon, lequel publie en 1802 la toute première édition des Essais s’appuyant sur l'exemplaire de Bordeaux. Dès lors, l'ouvrage aurait pu rester à Paris ; mais Jean-Baptiste Monbalon, bibliothécaire de la Ville de Bordeaux de 1796 à 1830, obtient son retour au chef-lieu de la Gironde en 1807. Il est depuis conservé au sein des collections de la Bibliothèque municipale de Bordeaux dont il constitue l’un des trésors les plus prestigieux. Il est numérisé en 2016 par la Bibliothèque nationale de France et exposé au public la même année à l'occasion d'une exposition à la bibliothèque de Bordeaux consacrée à Montaigne.
Conservé à Bordeaux, ce trésor national n'est sorti depuis que trois fois de cette ville, en 1980 et 1992 pour Paris, et une nouvelle fois en 2024 pour Angers, où se trouve la Tenture de l'Apocalypse également inscrite au registre international Mémoire du monde de l'UNESCO.

## Importance pour l'établissement du texte
Après 1802 et l’édition Naigeon, plusieurs éditeurs continuent de se référer à la version de 1595, voire à celle de 1588 (la dernière publiée du vivant de l'auteur).
Toutefois, l'exemplaire de Bordeaux sert de base à de nombreuses rééditions du texte intégral des Essais au XXe siècle. La première est l'édition dite « municipale », coordonnée par Fortunat Strowski et François Gébelin, parue de 1906 à 1933. Elle est suivie par l'édition de Pierre Villey publiée chez Alcan en 1922, reprise et augmentée aux Presses universitaires de France avec la préface de V.-L. Saulnier en 1965 (rééd. 1968, 1978), qui se présente comme « conforme au texte de l'exemplaire de Bordeaux » même si le texte tranche souvent en faveur de l'édition de 1595 dans les cas de lectures difficiles. De 1924 à 1941, l'édition des Œuvres complètes de Montaigne dirigée par le Dr Armaingaud prend également l'exemplaire de Bordeaux comme texte de référence des Essais. En 1933, la première édition des œuvres de Montaigne dans la bibliothèque de la Pléiade, établie par Albert Thibaudet (rééd. 1939, 1940, 1946, 1950), se fonde également sur l'EB. Enfin, l'édition dirigée par André Tournon pour l'Imprimerie nationale en 1997-1998 (rééd. 2003) incorpore à nouveau les retouches autographes faites par Montaigne sur son exemplaire de travail.
Néanmoins, la légitimité de l’édition de 1595 a été réaffirmée depuis, notamment parce que les différences constatées entre les deux états du texte laissent supposer qu’il y a eu un autre manuscrit du vivant de Montaigne, sur lequel il aurait copié ses demandes de correction en vue d’une mise au net pour l’imprimeur. C’est ce manuscrit, aujourd'hui disparu, que Marie de Gournay aurait utilisé pour l'édition de 1595. Dans ce cas, l'EB ne serait qu’un état intermédiaire, incontournable pour comprendre la genèse du texte mais non publiable tel quel : en 2007, pour la réédition des Essais dans la bibliothèque de la Pléiade, les éditeurs ont préféré établir le texte de Montaigne à partir de l'édition de 1595.
L'exemplaire de Bordeaux, unique témoin autographe subsistant de la genèse de l’œuvre de Montaigne, conserve cependant une valeur patrimoniale qui tient non seulement à l'importance quantitative des interventions manuscrites sur le texte imprimé, mais aussi à leur rôle structural, le travail de reprise étant un exercice d'autocorrection et d'amplification : « En répartissant tout au long du livre ce qu'il veut y ajouter, au lieu de composer de nouveaux chapitres, Montaigne, désormais, confronte sa pensée avec elle-même. Les nouveaux propos interrogent les anciens, les sollicitent, les infléchissent ou les confirment, presque toujours en accentuant leurs audaces ».
Cet exemplaire unique des Essais, corrigé et annoté par son auteur, Michel de Montaigne, est inscrit par l'UNESCO le 18 mai 2023 au registre Mémoire du monde,.